# يوليوس رندل
يوليوس رندل (بالإنجليزية: Julius Randle)‏ مواليد 29 نوفمبر 1994، هو لاعب كرة سلة أمريكي يلعب مع فريق لوس أنجلوس ليكرز في الرابطة الوطنية لكرة السلة ويحمل الرقم 30. يبلغ طوله 6 قدم 9 بوصة (2.1 م).

## فرق لعب لها
- لوس أنجلوس ليكرز

## روابط خارجية
- يوليوس رندل على موقع الاتحاد الدولي لكرة السلة (الإنجليزية)
- يوليوس رندل على موقع إن بي أي (الإنجليزية)
- يوليوس رندل على موقع سبورتس رفرنس (الإنجليزية)
- يوليوس رندل على موقع كرة السلة الأوروبية.كوم (الإنجليزية)
- يوليوس رندل على موقع إي إس بي إن.كوم (الإنجليزية)
- يوليوس رندل على موقع كلية كرة السلة في سبورتس رفرنس.كوم (الإنجليزية)
- يوليوس رندل على موقع ريلجم (الإنجليزية)
- يوليوس رندل على موقع بروبوليرز (الإنجليزية)